# Serianus validus
Serianus validus är en spindeldjursart som först beskrevs av Beier 1971.  Serianus validus ingår i släktet Serianus och familjen Garypinidae. Inga underarter finns listade i Catalogue of Life.